# Schillershöhe (Rudolstadt)

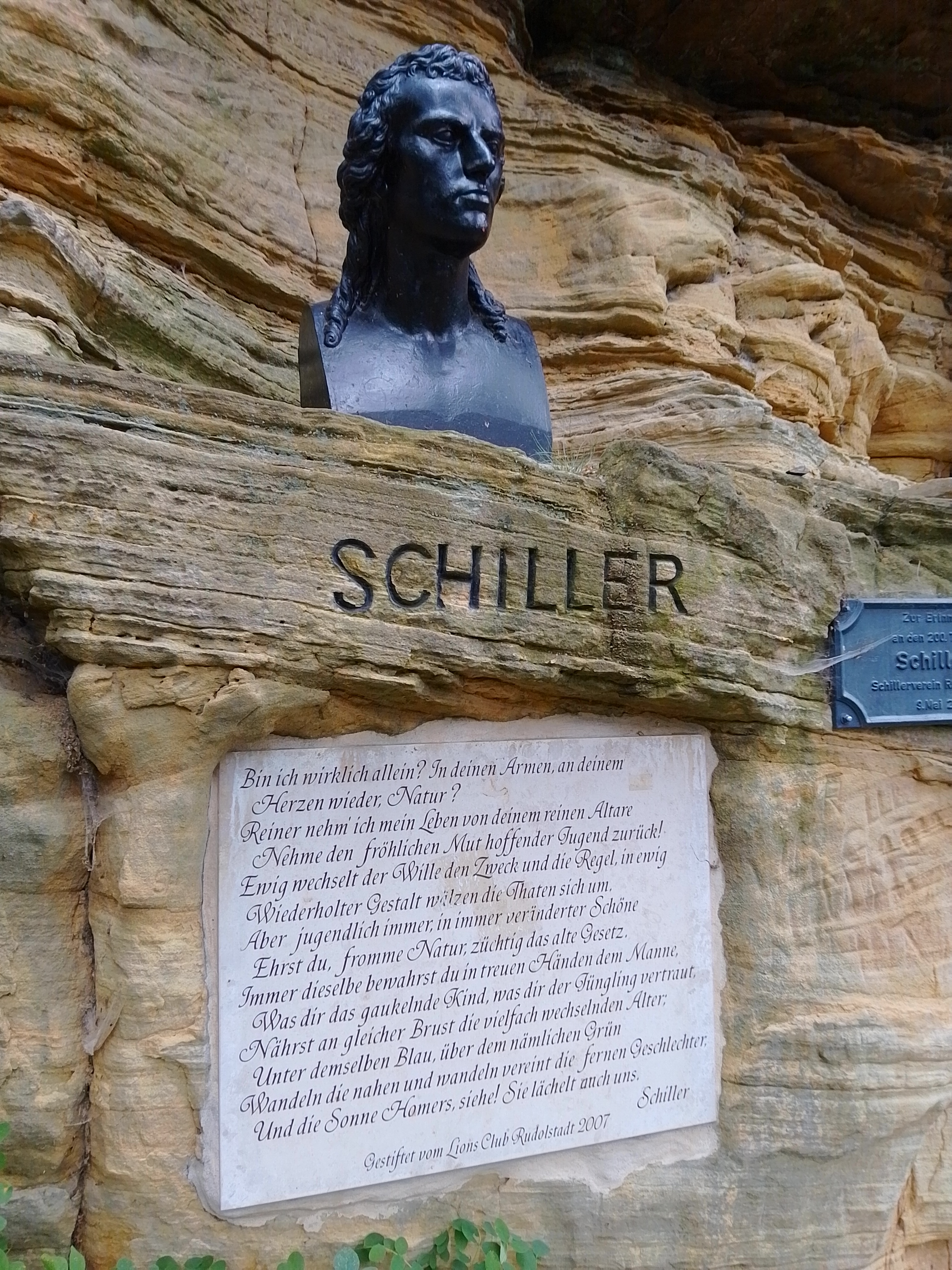
Schillerbüste auf der Schillershöhe in Rudolstadt-Volkstedt, Juli 2023

Die Schillershöhe in Rudolstadt-Volkstedt ist ein Ausflugsziel an einer Anhöhe am Mühlberg nahe der Saale, an dem sich ein Denkmal zu Ehren Friedrich Schillers befindet. Sie liegt unweit historisch verbürgter Plätze. In Volkstedt verbrachte der Dichter den Sommer 1788. Rudolstadt ist der Herkunftsort seiner späteren Ehefrau Charlotte von Lengefeld und von deren Schwester Caroline von Beulwitz. In Rudolstadt begegnete Schiller am 7. September 1788 erstmals Goethe.

## Geschichte und Umgebung des Ortes
Auf Betreiben des Kammerrats und Schillerverehrers August Karl Friedrich Werlich (1772–1833) wurde am Mühlberg 1830 zum 25. Todestag des Dichters eine Gedenkstätte eingeweiht. Ein Nachguss der Schillerbüste von Johann Heinrich Dannecker wurde im Fels aus Buntsandstein aufgestellt. Eine darunter befestigte Tafel, laut Inschrift zuletzt erneuert 2007, wird in frühen Quellen nicht erwähnt und ist offenbar später hinzugekommen. Sie zitiert Verse aus Schillers Elegie „Der Spaziergang“. Zusätzlich erinnern drei kleinere Gedenkplatten an Ehrungen Schillers zu dessen 100. Geburtstag, 100. Todestag und 200. Todestag.
Auf der anderen Saaleseite in Volkstedt befindet sich in der Straße Am Mühlgraben eine Gedenktafel am Nachfolgebau des Hauses, in dem Friedrich Schiller im Sommer 1788 logiert hat. Heute steht dort das evangelisch-lutherische Pfarramt. Die Brücke zwischen beiden Saaleufern trägt den Namen Schillerbrücke. In Rudolstadt wurde 2009 im ehemaligen Wohnhaus der Familie Lengefeld das Literaturmuseum Schillerhaus eröffnet.